# Jubelpriester

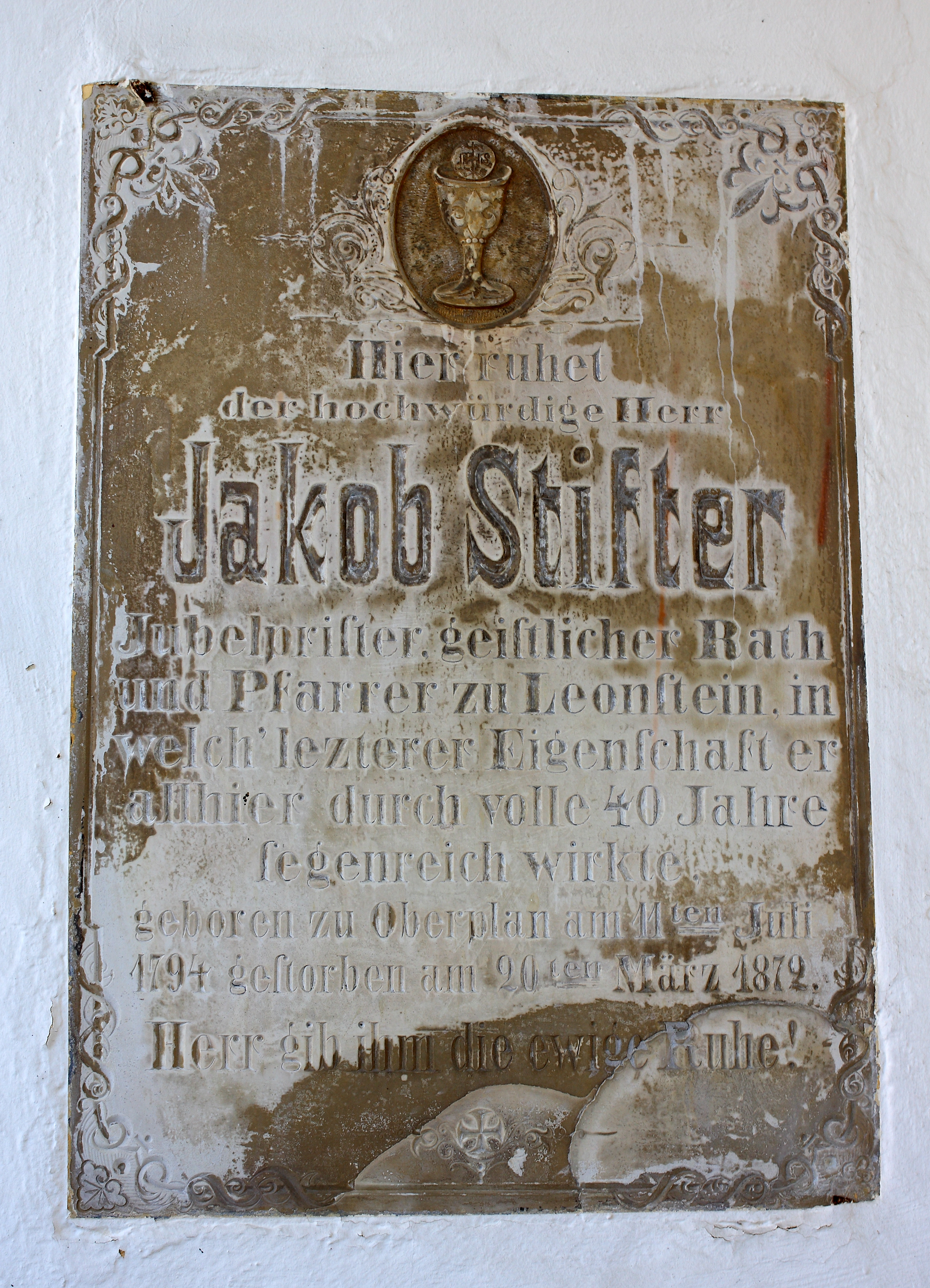
Grabtafel des Jubelpriesters Jakob Stifter (1794–1872) am Friedhof der Pfarrkirche Leonstein

Jubelpriester, auch moderner Jubilarpriester, ist eine (veraltende) Bezeichnung für katholische Priester, die vor mindestens 50 Jahren ihre Priesterweihe empfingen, also ein Jubiläum feiern können oder konnten. Die feierliche Messe, die ein katholischer Geistlicher zu seinem (goldenen) Priesterjubiläum feiert, ist die Jubelmesse und in der Regel festlich gestaltet.
Auch Inhaber anderer Ämter innerhalb der Kirche feierten ein Amts-Jubelfest.